# Declaración conjunta entre el papa Francisco y el patriarca de Moscú Cirilo I
La declaración conjunta del papa Francisco y el Patriarca Cirilo I se realizó el 12 de febrero de 2016 durante el encuentro entre Francisco, Obispo de Roma y pontífice de la Iglesia católica, y Cirilo de Moscú, Patriarca de Moscú y de todas las Rusias el primado de la Iglesia ortodoxa rusa. La reunión tuvo lugar en La Habana, Cuba. Fue la primera vez que un papa y un Patriarca de Moscú y de todas las Rusias se reunieron. En las noticias de la reunión fue concebida como un evento simbólico en el proceso de estrechar las relaciones entre la Iglesia católica y la Iglesia ortodoxa rusa, que se separaron en el Gran Cisma de Oriente.
La reunión y la declaración de treinta puntos se informó en los medios de comunicación, especialmente en Rusia, destacando la convocatoria conjunta de los dos líderes para poner fin a la persecución de los cristianos en el Medio Oriente y las guerras en la región. La declaración también expresó la esperanza de que los firmantes de ese acto ayudarían a contribuir al restablecimiento de la unión de la cristiandad entre las dos iglesias. También otros temas fueron mencionados en la declaración, incluyendo el ateísmo, secularismo, el consumismo, los refugiados, la importancia de la familia, el matrimonio, y en relación con el aborto y la eutanasia. El documento no resolvió ninguna de las persistentes diferencias doctrinales y eclesiásticas entre las dos iglesias, pero contiene un compromiso en el matrimonio de acuerdo con la Declaración de Balamand, así como el conflicto en Ucrania. La Iglesia greco-católica ucraniana y otros en Ucrania criticaron más tarde.

## Historia
El Cisma de Oriente dejó dividido el mundo cristiano entre el Oriente griego y el Occidente latino. Se hicieron intentos en los siglos siguientes para poner fin a la división, tales como el Segundo Concilio de Lyon en 1274 y el Consejo de Florencia 1439 pero ambos fracasaron. Más recientes intentos de aproximación de la relación entre las iglesias, incluyendo la Declaración católico-ortodoxo 1965 de continuar con el encuentro entre el papa Pablo VI y el Patriarca Atenágoras I Ecunémico de Constantinopla en Jerusalén.  Después de esta reunión y esta declaración, varias reuniones , visitas y eventos simbólicos se llevó a cabo la participación de los católicos y líderes ortodoxos (incluyendo los puntos de vista del papa Juan Pablo II, y especialmente entre varios papas y Bartolomé I de Constantinopla), pero nunca un encuentro entre un papa y un líder de la Iglesia ortodoxa rusa. la primera vez que un papa visitó un país predominantemente ortodoxo del este fue en 1999, cuando Juan Pablo II visitó Rumania.
Los intentos habían tenido lugar para celebrar la reunión entre el papa y el Patriarca ruso, pero no tuvieron éxito. Desde la caída del comunismo tensiones entre las iglesias aumento, ya que comenzó "para mover las piezas."  Hubo negociaciones en los años 90 para una posible reunión entre Alexis II Patriarca de Moscú y el papa Juan Pablo II. De acuerdo con la Oficina de Democracia, Derechos Humanos y trabajo, las dos iglesias han establecido un grupo de trabajo conjunto, que se reunió en mayo y septiembre de 2004 para examinar cuestiones específicas. Los representantes de ambas iglesias dijeron que el grupo de trabajo contribuyó a un mejor ambiente. En un gesto de reconciliación en agosto de 2004, Juan Pablo II presentó una copia del icono del siglo XVIII de Nuestra Señora de Kazan del Alejo II. En mayo, el entonces metropolita Kirill se reunió con el papa Benedicto XVI en la Ciudad del Vaticano y decidieron participar intensamente para trabajar de manera cooperativa. 
La posibilidad de una reunión entre Cirilo de Moscú (elegido patriarca en 2009) con Benedicto XVI fue explorada antes de la renuncia de Benedicto XVI en marzo de 2013, y Benedicto se reunió con el futuro Patriarca Cirilo en Roma en 2006, cuando Cirilo fue el portavoz del Departamento de Relaciones externas de la Iglesia en el Patriarcado de Moscú.

## La reunión de La Habana
La agenda del encuentro fue adelantada por el Departamento de Relaciones Exteriores Eclesiásticas del Patriarcado de Moscú a través de Hilarión de Volokolamsk:
"La situación actual en Medio Oriente, África del Norte, África Central y otras regiones en que extremistas llevan a cabo un verdadero genocidio de cristianos requiere medidas urgentes de cooperación entre las Iglesias".
Tras la reunión se firmó una declaración conjunta en ruso e italiano, y se realizó una ceremonia de entrega de regalos. El encuentro con el Patriarca ortodoxo ruso en La Habana fue calificado como "un momento histórico y una gran alegría para el papa", según el portavoz de la Santa Sede, Federico Lombardi. La declaración conjunta de ambos líderes pondera que el encuentro se haya realizado en Cuba, "un símbolo de esperanza del Nuevo Mundo y de los dramáticos acontecimientos de la historia del siglo XX".
"Conscientes de muchos obstáculos que hay que superar, esperamos que nuestro encuentro contribuya a la obtención de la unidad mandada por Dios, por la que Cristo había rezado. Que nuestro encuentro inspire a los cristianos de todo el mundo para invocar con el nuevo fervor al Señor, orando sobre la plena unidad de todos sus discípulos"
Señala el documento conjunto.